# Élections législatives indonésiennes de 2004
L'Indonésie élit au suffrage universel :
- Le Dewan Perwakilan Rakyat ("conseil représentatif du peuple") ou DPR, qui est sa chambre basse,
- Les Dewan Perwakilan Rakyat Daerah Tingkat I ("conseils représentatifs du peuple régionaux du premier niveau"), c'est-à-dire les assemblées de province,
- Les Dewan Perwakilan Rakyat Daerah Tingkat II ("conseils représentatifs du peuple régionaux du second niveau"), c'est-à-dire les assemblées de kabupaten (départements),
- Le Dewan Perwakilan Daerah ("conseil de représentation des régions") ou DPD, qui est la deuxième chambre.

La réunion du DPR et du DPD forme le Majelis Permusyawaratan Rakyat ("assemblée délibérative du peuple") ou MPR.
Les élections de 2004 sont les premières où les forces armées n'ont plus de sièges réservés. Le nombre total de sièges à pourvoir est passé de 500 à 550.
| Parti                                          | Voix        | Voix en % | Sièges | Sièges en % |
| ---------------------------------------------- | ----------- | --------- | ------ | ----------- |
| Partai Golongan Karya (Golkar)                 | 24 480 757  | 21,58     | 127    | 23,09       |
| Partai Demokrasi Indonesia Perjuangan (PDIP)   | 21 026 629  | 18,53     | 109    | 19,82       |
| Partai Kebangkitan Bangsa (PKB)                | 11 989 564  | 10,57     | 52     | 9,45        |
| Partai Persatuan Pembangunan (PPP)             | 9 248 764   | 8,15      | 58     | 10,55       |
| Partai Demokrat (PD)                           | 8 455 225   | 7,45      | 56     | 10,18       |
| Partai Keadilan Sejahtera (PKS)                | 8 325 020   | 7,34      | 45     | 8,18        |
| Partai Amanah Nasional (PAN)                   | 7 303 324   | 6,43      | 53     | 9,63        |
| Partai Bulan Bintang (PBB)                     | 2 970 487   | 2,62      | 11 2   |             |
| Partai Bintang Reformasi (PBR)                 | 2 764 998   | 2,44      | 14     | 2,54        |
| Partai Damai Sejahtera (PDS)                   | 2 414 254   | 2,13      | 13     | 2,36        |
| Partai Karya Peduli Bangsa (PKPB)              | 2 399 290   | 2,11      | 2      | 0,36        |
| Partai Keadilan dan Persatuan Indonesia (PKPI) | 1 424 240   | 1,26      | 1      | 0,18        |
| Partai Persatuan Demokrasi Kebangsaan (PPDK)   | 1 313 654   | 1,16      | 4      | 0,72        |
| Partai Nasional Banteng Kemerdekaan (PNBK)     | 1 230 450   | 1,08      | 0      | 0           |
| Partai Patriot Pancasila                       | 1 073 139   | 0,95      | 0      | 0           |
| Partai Nasional Indonesia-Marhaenisme          | 929 159     | 0,81      | 1      | 0,18        |
| Partai Nahdlatul Ulama Indonesia (PNUI)        | 895 610     | 0,79      | 2      | 0,36        |
| Partai Pelopor                                 | 878 932     | 0,77      | 1      | 0,18        |
| Partai Penegak Demokrasi Indonesia (PPDI)      | 855 811     | 0,75      | 1      | 0,18        |
| Partai Merdeka                                 | 842 541     | 0,74      | 0      | 0           |
| Partai Syarikat Indonesia (PSI)                | 679 296     | 0,6       | 0      | 0           |
| Partai Perhimpunan Indonesia Baru (P-PIB)      | 672 957     | 0,59      | 0      | 0           |
| Partai Persatuan Daerah (PPD)                  | 657 916     | 0,58      | 0      | 0           |
| Partai Buruh Sosial Demokrat                   | 636 397     | 0,56      | 0      | 0           |
| Total                                          | 113 448 398 | 100       | 550    | 100         |

Source: Komisi Pemilihan Umum (commission électorale indonésienne)